# سوسکچه‌های نخستین رینوتیا
سوسکچه‌های نخستین رینوتیا(نام علمی: Rhinotia) نام یک سرده از زیرخانواده سوسکچه‌های نخستین بلینا است.